# Thomas Nitzsche
Thomas Nitzsche (Zeulenroda, 1975. december 1. –) német politikus (FDP). 2018. július 1. óta Jéna főpolgármestere.

## Tanulmányai
1982-től 1991-ig a zeulenrodai "Hubert Westhoff" Politechnikai Középiskolába, majd a jénai Carl-Zeiss-Gimnáziumba járt, és 1994-ben érettségi vizsgát tett. 1995-től anglisztikát és politológiát tanult a jénai Friedrich Schiller Egyetemen. Eltekintve attól az egy évtől, amit Glasgow-ban és attól a három hónaptól, amit Salamancában töltött, a doktori cím megszerzéséig itt maradt. Az első félévtől a mesterképzéséig a későbbi rektor, Klaus Dicke kutatási asszisztense volt. A 2007-es doktori disszertációját a liberális spanyol diplomatáról, Salvador de Madariagáról írta. 2008-tól polgármesteri hivatalba lépéséig a Thüringer Universitäts- und Landesbibliothek szakreferense volt.

## Politikai pályafutása

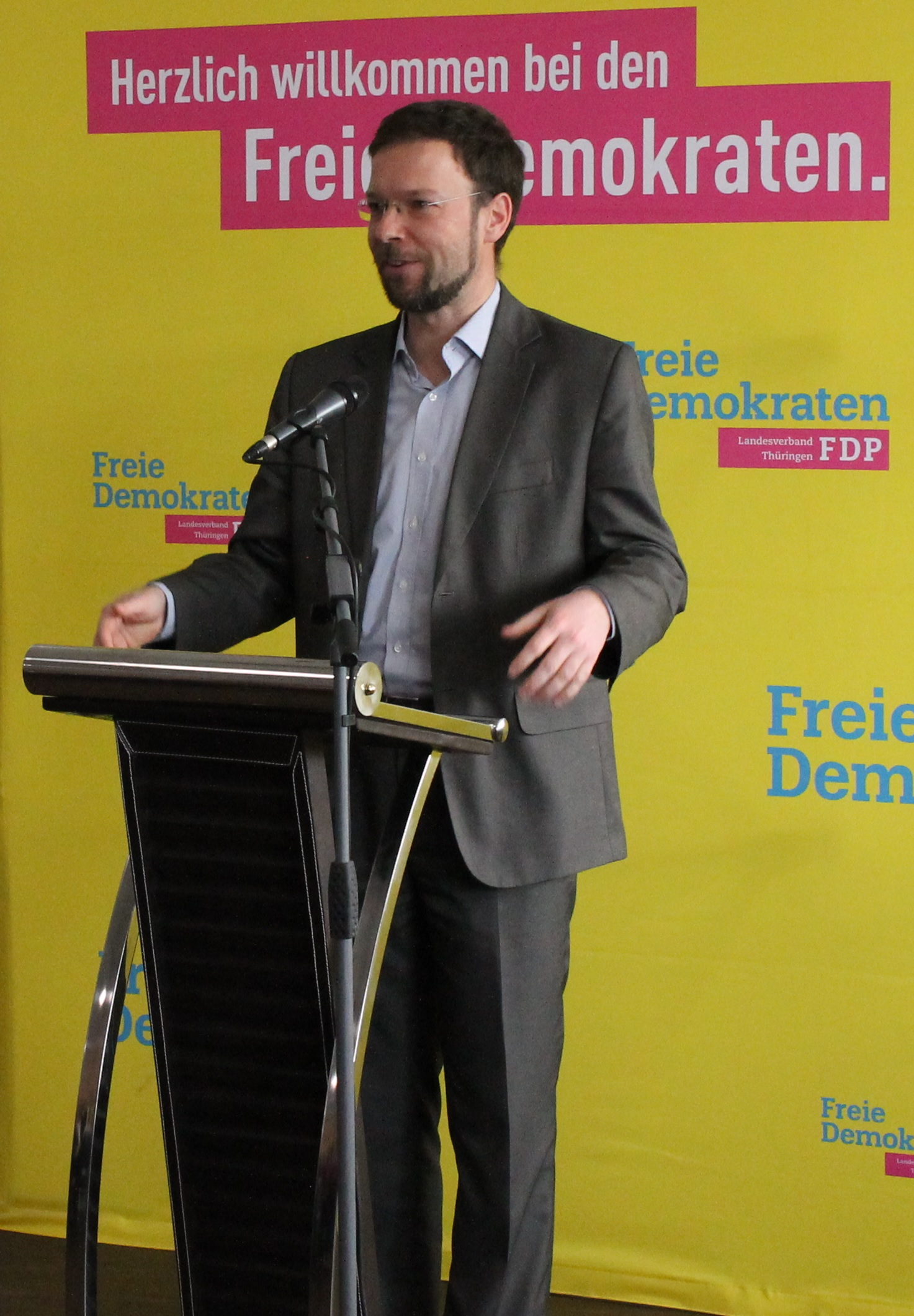
Egy választási kampányrendezvényen, 2018 tavaszán

2003-ban a Junge Liberale ("Fiatal Liberálisok"), 2007-ben pedig az FDP kerületi elnöke lett. 2009 óta a jénai városi tanács tagja. 2012-ben a türingiai önkormányzati választásokon első alkalommal pályázott Jéna polgármesteri tisztségére, és a szavatok 2,4%-át kapta. A 2013-as szövetségi választásokon a Gera–Jéna–Saale-Holzland-Kreis szövetségi választókerületben indult. A türingiai FDP elnökhelyettese. Jéna városi tanácsában az ifjúságvédelmi, iskolafejlesztési és Kita ("napközi otthon") albizottságok elnöke volt. Megválasztásáig Jéna város gépjárműforgalmi tanácsadó testületét vezette, és tagja volt a városfejlesztési bizottságnak.
A 2018-as türingiai helyhatósági választásokon az FDP főpolgármesterjelöltje volt. A 2018. április 15-én megtartott szavazás első fordulójában Türingia legnagyobb, kilenc jelöltet felvonultató mezőnyében a legtöbb szavazat kapta, 26,9 százalékot. Így Nitzschére "meglepő módon" több választópolgár adta le a voksát, mint az SPD hivatalban lévő polgármesterére, Albrecht Schröterre. A 2018. április 29-én tartott második fordulóban végül a szavazatok 63,3 százalékával győzött Schröter ellenében.
A németországi COVID-19 járvány kezdetén Nitzsche volt az első német főpolgármester, aki március végén arra kérte az állampolgárokat, hogy viseljenek száj- és orrvédelmet. Néhány nappal később ez kötelezővé vált Jénában.  2020. április 6-án bevezették a kötelező maszkviselést az üzletekben, a tömegközlekedésben és a munkahelyeken, körülbelül három héttel korábban, mint Németország többi részén. Összehasonlítva olyan városokkal, mint Trier, Darmstadt vagy Rostock, a fertőzések számának növekedése negyedével, a hatvan évnél idősebb emberek csoportjában pedig a felével csökkent. Nitzsche 2020 júliusában kijelentette: „A maszk az egyik leghatékonyabb, leghatásosabb és egyben legkíméletesebb eszköz, amellyel képesek lehetünk megfékezni a vírust. A maszk elsősorban védelmet jelent, nem pedig terhet. A maszk viselése kényelmetlen, de nem jelenti az alapvető jogok megsértését."

## Magánélete
1998 óta házas. Párjával egy közös lányuk és egy fiuk van.

## Publikációk
- Thomas Nitzsche: Salvador de Madariaga: Liberaler – Spanier – Weltbürger. Der Weg eines politischen Intellektuellen durch das Europa des 20. Jahrhundertsl . Egyetemi disszertáció, Jéna, 2007.

## Fordítás
- Ez a szócikk részben vagy egészben  a   Thomas Nitzsche című német Wikipédia-szócikk ezen változatának fordításán alapul.  Az eredeti cikk szerkesztőit annak laptörténete sorolja fel. Ez a jelzés csupán a megfogalmazás eredetét és a szerzői jogokat jelzi, nem szolgál a cikkben szereplő információk forrásmegjelöléseként.